# Campeonato Catarinense de Futebol de 2024 - Série A
O Campeonato Catarinense de Futebol da Série A de 2024, foi a 99ª edição da principal divisão do futebol catarinense. A competição contou com 12 clubes, marcando o retorno do Inter de Lages à primeira divisão do estado, e a estreia do novato Nação.

## Regulamento
Com a nova fórmula disputada desde a edição de 2021, o Campeonato Catarinense de 2024 seguirá o mesmo regulamento. A competição será dividida em duas fases: a inicial em pontos corridos e a final em jogos de mata-mata.

### Primeira fase e fase final
Na primeira fase todas as equipes se enfrentam entre si em turno único. As oito primeiras colocadas estarão classificadas para os confrontos eliminatórios da segunda fase, que contará com jogos de ida e volta. A definição dos confrontos se dará pela posição das equipes na tabela, sendo que o 1º colocado enfrentará o 8º, o 2º encarará o 7º, o 3º jogará contra o 6º e o 4º pegará o 5º colocado. Em caso de igualdade nos dois duelos, o vencedor será conhecido nos pênaltis.
O campeão e o vice disputarão a Copa do Brasil de 2025. Já as equipes sem divisão nacional que terminarem entre as três melhores posições na classificação geral, garantem vaga para o Brasileirão Série D em 2025.

### Rebaixamento
As equipes que ao final da primeira fase, em pontos corridos, terminarem em 11ª e 12ª posições estarão rebaixadas e disputarão a Série B do Catarinense em 2025.

## Equipes participantes
| Clube | Cidade             | Em 2023      | Estádio                  | Capacidade | Títulos   |
| --- | ------------------ | ------------ | ------------------------ | ---------- | --------- |
| Avaí | Florianópolis      | 6º           | Ressacada                | 17.800     | 18 (2021) |
| Barra | Balneário Camboriú | 4º           | Gigantão das Avenidas    | 6.010      | 0         |
| Brusque | Brusque            | 2º           | Augusto Bauer            | 5.000      | 2 (2022)  |
| Chapecoense | Chapecó            | 5º           | Arena Condá              | 20.089     | 7 (2020)  |
| Concórdia | Concórdia          | 7º           | Domingos Machado de Lima | 5.000      | 0         |
| Criciúma | Criciúma           | 1º           | Heriberto Hülse          | 19.300     | 11 (2023) |
| Figueirense | Florianópolis      | 8º           | Orlando Scarpelli        | 19.584     | 18 (2018) |
| Hercílio Luz | Tubarão            | 3°           | Aníbal Costa             | 6.800      | 2 (1958)  |
| Inter de Lages | Lages              | 2º (Série B) | Vidal Ramos Júnior       | 6.000      | 1 (1965)  |
| Joinville | Joinville          | 9º           | Arena Joinville          | 22.400     | 12 (2001) |
| Marcílio Dias | Itajaí             | 10º          | Gigantão das Avenidas    | 6.010      | 1 (1963)  |
| Nação | Araquari           | 1º (Série B) | Djalma José da Conceição | 5.000      | 0         |
| Florianópolis Florianópolis: Avaí Figueirense Criciúma Barra-SC Hercílio Luz Concórdia Brusque Chapecoense Marcílio Dias Joinville Nação Inter de LagesLocalização das equipes participantes. |                    |              |                          |            |           |

Localiza-se a uma latitude 26°22'12" sul e a uma longitude 48°43'20" oeste,

## Estádios
| Aníbal Costa      | Arena Condá        | Arena Joinville    | Augusto Bauer     | Domingos Machado  |
| Capacidade: 6.800 | Capacidade: 20.089 | Capacidade: 22.400 | Capacidade: 5.000 | Capacidade: 5.000 |
|                   |                    |                    |                   |                   |

| Gigantão das Avenidas | Heriberto Hülse    | Orlando Scarpelli  | Ressacada          | Vidal Ramos Júnior                                                 |
| Capacidade: 6.010     | Capacidade: 19.225 | Capacidade: 19.584 | Capacidade: 17.800 | Capacidade: 6.000                                                  |
|                       |                    |                    |                    | Estádio Vidal Ramos Júnior - 17-01-2018 - Inter de Lages x Avaí 05 |

## Primeira fase
| Pos | Equipe         | Pts | J  | V | E | D | GP | GC | SG  | Classificação ou descenso         |     | CRI | AVA | MAR | FIG | BAR | BRU | JOI | HER | CHA | CCD | ILG | NAÇ |
| --- | -------------- | --- | -- | - | - | - | -- | -- | --- | --------------------------------- | --- | --- | --- | --- | --- | --- | --- | --- | --- | --- | --- | --- | --- |
| 1   | Criciúma       | 25  | 11 | 8 | 1 | 2 | 17 | 7  | +10 | Classificados à fase final        |     | —   |     |     | 4–1 | 1–0 | 1–2 |     | 2–0 | 2–0 |     |     | 1–0 |
| 2   | Avaí           | 20  | 11 | 6 | 2 | 3 | 20 | 17 | +3  | Classificados à fase final        |     | 2–3 | —   | 2–2 |     | 1–0 | 0–1 |     |     | 3–2 |     |     | 3–2 |
| 3   | Marcílio Dias  | 20  | 11 | 6 | 2 | 3 | 15 | 14 | +1  | Classificados à fase final        |     | 1–0 |     | —   | 2–0 |     |     |     |     | 2–1 |     | 2–1 | 1–1 |
| 4   | Figueirense    | 18  | 11 | 5 | 3 | 3 | 11 | 10 | +1  | Classificados à fase final        |     |     | 1–2 |     | —   |     |     | 1–1 | 0–0 |     | 2–0 | 3–1 |     |
| 5   | Barra-SC       | 17  | 11 | 5 | 2 | 4 | 15 | 9  | +6  | Classificados à fase final        |     |     |     | 1–0 | 0–1 | —   | 1–3 | 1–1 | 1–0 |     | 3–0 |     |     |
| 6   | Brusque        | 17  | 11 | 4 | 5 | 2 | 13 | 8  | +5  | Classificados à fase final        |     |     |     | 4–1 | 0–0 |     | —   | 1–1 | 1–1 | 0–0 |     | 0–1 |     |
| 7   | Joinville      | 15  | 11 | 3 | 6 | 2 | 17 | 15 | +2  | Classificados à fase final        |     | 0–0 | 2–2 | 2–3 |     |     |     | —   |     |     | 1–2 | 2–1 |     |
| 8   | Hercílio Luz   | 14  | 11 | 3 | 5 | 3 | 14 | 12 | +2  | Classificados à fase final        |     |     | 2–1 | 2–0 |     |     |     | 1–1 | —   |     | 3–0 | 3–3 | 2–2 |
| 9   | Chapecoense    | 11  | 11 | 3 | 2 | 6 | 13 | 16 | −3  |                                   |     |     |     |     | 0–1 | 2–2 |     | 2–3 | 1–0 | —   | 0–1 | 2–1 |     |
| 10  | Concórdia      | 11  | 11 | 3 | 2 | 6 | 8  | 16 | −8  |                                   | 1–2 | 0–1 | 0–1 |     |     | 1–1 |     |     |     | —   |     | 3–2 |     |
| 11  | Inter de Lages | 8   | 11 | 2 | 2 | 7 | 12 | 18 | −6  | Rebaixados para a Série B de 2025 |     | 0–1 | 2–3 |     |     | 0–2 |     |     |     |     | 0–0 | —   | 2–0 |
| 12  | Nação          | 5   | 11 | 1 | 2 | 8 | 10 | 23 | −13 | Rebaixados para a Série B de 2025 |     |     |     |     | 0–1 | 0–4 | 1–0 | 1–3 |     | 1–3 |     |     | —   |

## Fase final
Em itálico, as equipes que disputarão a primeira partida como mandante. Em negrito, as equipes classificadas.
|  | Quartas de final | Quartas de final | Quartas de final | Quartas de final |       |                | Semifinais       | Semifinais       | Semifinais       | Semifinais       |  |          | Final                    | Final                    | Final                    | Final                    |  |  |
|  | 10 a 17 de março | 10 a 17 de março | 10 a 17 de março | 10 a 17 de março |       |                | 20 a 24 de março | 20 a 24 de março | 20 a 24 de março | 20 a 24 de março |  |          | 30 de março e 6 de abril | 30 de março e 6 de abril | 30 de março e 6 de abril | 30 de março e 6 de abril |  |  |
|  |                  |                  |                  |                  |       |                |                  |                  |                  |                  |  |          |                          |                          |                          |                          |  |  |
|  | Criciúma         | 1                | 2                | 3                |       |                |                  |                  |                  |                  |  |          |                          |                          |                          |                          |  |  |
|  | Hercílio Luz     | 1                | 1                | 2                |       |                |                  |                  |                  |                  |  |          |                          |                          |                          |                          |  |  |
|  | Hercílio Luz     | 1                | 1                | 2                |       | Criciúma (pen) | 1                | 2                | 3 (4)            |                  |  |          |                          |                          |                          |                          |  |  |
|  |                  |                  |                  |                  |       | Criciúma (pen) | 1                | 2                | 3 (4)            |                  |  |          |                          |                          |                          |                          |  |  |
|  |                  | Barra-SC         | 2                | 1                | 3 (3) |                |                  |                  |                  |                  |  |          |                          |                          |                          |                          |  |  |
|  | Figueirense      | Barra-SC         | 2                | 1                | 3 (3) | 3              | 1                | 4 (4)            |                  |                  |  |          |                          |                          |                          |                          |  |  |
|  | Figueirense      |                  |                  |                  |       | 3              | 1                | 4 (4)            |                  |                  |  |          |                          |                          |                          |                          |  |  |
|  | Barra-SC (pen)   | 1                | 3                | 4 (5)            |       |                |                  |                  |                  |                  |  |          |                          |                          |                          |                          |  |  |
|  | Barra-SC (pen)   | 1                | 3                | 4 (5)            |       |                |                  |                  |                  |                  |  | Criciúma | 2                        | 1                        | 3                        |                          |  |  |
|  |                  |                  |                  |                  |       |                |                  |                  |                  |                  |  | Criciúma | 2                        | 1                        | 3                        |                          |  |  |
|  |                  | Brusque          | 1                | 1                | 2     |                |                  |                  |                  |                  |  |          |                          |                          |                          |                          |  |  |
|  | Avaí             | Brusque          | 1                | 1                | 2     | 1              | 4                | 5                |                  |                  |  |          |                          |                          |                          |                          |  |  |
|  | Avaí             |                  |                  |                  |       | 1              | 4                | 5                |                  |                  |  |          |                          |                          |                          |                          |  |  |
|  | Joinville        | 1                | 0                | 1                |       |                |                  |                  |                  |                  |  |          |                          |                          |                          |                          |  |  |
|  | Joinville        | 1                | 0                | 1                |       | Avaí           | 0                | 2                | 2                |                  |  |          |                          |                          |                          |                          |  |  |
|  |                  |                  |                  |                  |       | Avaí           | 0                | 2                | 2                |                  |  |          |                          |                          |                          |                          |  |  |
|  |                  | Brusque          | 2                | 2                | 4     |                |                  |                  |                  |                  |  |          |                          |                          |                          |                          |  |  |
|  | Marcílio Dias    | Brusque          | 2                | 2                | 4     | 1              | 0                | 1 (4)            |                  |                  |  |          |                          |                          |                          |                          |  |  |
|  | Marcílio Dias    |                  |                  |                  |       | 1              | 0                | 1 (4)            |                  |                  |  |          |                          |                          |                          |                          |  |  |
|  | Brusque (pen)    | 1                | 0                | 1 (5)            |       |                |                  |                  |                  |                  |  |          |                          |                          |                          |                          |  |  |

### Finais
Ida
| 30 de março | Brusque               | 1 – 2          | Criciúma                                   | Estádio Gigantão das Avenidas                                                   |
| 16:30       | Guilherme Queiróz 75' | Súmula Borderô | 25' Tobias Figueiredo · 64' Fellipe Mateus | Público: 3 473 Renda: R$ 203 555,00 Árbitro: SC Bráulio da Silva Machado (FIFA) |

Volta
| 6 de abril | Criciúma         | 1 – 1          | Brusque            | Estádio Heriberto Hülse                                                   |
| 16:30      | Higor Meritão 3' | Súmula Borderô | Gustavo 46' (g.c.) | Público: 18 593 Renda: R$ 493 170,00 Árbitro: SC Ramon Abatti Abel (FIFA) |

## Artilharia
| Pos. | Jogador             | Equipe         | Gols |
| ---- | ------------------- | -------------- | ---- |
| 1    | Gabriel Poveda      | Avaí           | 8    |
| 2    | Guilherme Queiróz   | Brusque        | 5    |
| 2    | Ingro               | Hercílio Luz   | 5    |
| 2    | Marcelinho          | Barra-SC       | 5    |
| 2    | Yuri Mamute         | Joinville      | 5    |
| 2    | Zé Eduardo          | Marcílio Dias  | 5    |
| 7    | Danilo Mariotto     | Hercílio Luz   | 4    |
| 7    | Felipe Vizeu        | Criciúma       | 4    |
| 7    | Guilherme Cachoeira | Joinville      | 4    |
| 7    | Mauricio Garcez     | Avaí           | 4    |
| 7    | Olávio              | Brusque        | 4    |
| 7    | Pedrinho            | Avaí           | 4    |
| 7    | Renan Bernabé       | Figueirense    | 4    |
| 7    | Renato Kayzer       | Criciúma       | 4    |
| 7    | Venicius Casais     | Inter de Lages | 4    |

Fonte:

## Público
Maiores Públicos Pagantes
Estes são os dez maiores públicos pagantes do campeonato, sem considerar as partidas com portões fechados
| N.º | Público | Mandante    | Placar | Visitante    | Estádio           | Data            | Rodada    | Ref.   |
| --- | ------- | ----------- | ------ | ------------ | ----------------- | --------------- | --------- | ------ |
| 1   | 17 390  | Criciúma    | 1–1    | Brusque      | Heriberto Hülse   | 6 de abril      | Final     | [ 5 ]  |
| 2   | 15 357  | Joinville   | 1–1    | Avaí         | Arena Joinville   | 9 de março      | Quartas   | [ 6 ]  |
| 3   | 14 532  | Figueirense | 1–2    | Avaí         | Orlando Scarpelli | 17 de fevereiro | 9ª        | [ 7 ]  |
| 4   | 13 587  | Criciúma    | 2–1    | Barra-SC     | Heriberto Hülse   | 24 de março     | Semifinal | [ 8 ]  |
| 5   | 12 660  | Criciúma    | 2–1    | Hercílio Luz | Heriberto Hülse   | 17 de março     | Quartas   | [ 9 ]  |
| 6   | 11 616  | Avaí        | 2–2    | Brusque      | Ressacada         | 23 de março     | Semifinal | [ 10 ] |
| 7   | 10 358  | Criciúma    | 2–0    | Hercílio Luz | Heriberto Hülse   | 28 de janeiro   | 3ª        | [ 11 ] |
| 8   | 10 084  | Criciúma    | 1–2    | Brusque      | Heriberto Hülse   | 15 de fevereiro | 8ª        | [ 12 ] |
| 9   | 9 842   | Criciúma    | 2–0    | Chapecoense  | Heriberto Hülse   | 3 de março      | 11ª       | [ 13 ] |
| 10  | 9 819   | Avaí        | 4–0    | Joinville    | Ressacada         | 16 de março     | Quartas   | [ 14 ] |

Menores Públicos Pagantes
Estes são os dez menores públicos pagantes do campeonato, sem considerar as partidas com portões fechados:
| N.º | Público | Mandante     | Placar | Visitante     | Estádio               | Data            | Rodada | Ref.   |
| --- | ------- | ------------ | ------ | ------------- | --------------------- | --------------- | ------ | ------ |
| 1   | 196     | Nação        | 0–4    | Barra-SC      | Arena Joinville       | 25 de janeiro   | 2ª     | [ 15 ] |
| 2   | 213     | Barra-SC     | 3–0    | Concórdia     | Gigantão das Avenidas | 10 de fevereiro | 7ª     | [ 16 ] |
| 3   | 265     | Barra-SC     | 1–0    | Hercílio Luz  | Gigantão das Avenidas | 2 de março      | 11ª    | [ 17 ] |
| 4   | 383     | Nação        | 1–0    | Brusque       | Arena Joinville       | 31 de janeiro   | 3ª     | [ 18 ] |
| 5   | 424     | Brusque      | 1–1    | Hercílio Luz  | Eduardo Zeferino      | 18 de fevereiro | 9ª     | [ 19 ] |
| 6   | 445     | Concórdia    | 3–2    | Nação         | Domingos Machado      | 28 de janeiro   | 3ª     | [ 20 ] |
| 7   | 480     | Concórdia    | 0–1    | Marcílio Dias | Domingos Machado      | 17 de fevereiro | 9ª     | [ 21 ] |
| 8   | 486     | Hercílio Luz | 2–0    | Marcílio Dias | Aníbal Costa          | 11 de fevereiro | 1ª     | [ 22 ] |
| 9   | 501     | Nação        | 1–3    | Chapecoense   | Arena Joinville       | 19 de fevereiro | 9ª     | [ 23 ] |
| 10  | 525     | Avaí         | 1–0    | Barra-SC      | Eduardo Zeferino      | 28 de fevereiro | 8ª     | [ 24 ] |

Médias de público
Estas são as médias de público dos clubes no campeonato. Considera-se apenas os jogos da equipe como mandante e o público pagante:
| Pos.  | Time           | Média  | Total   | Mandos | Maior  | Menor |
| ----- | -------------- | ------ | ------- | ------ | ------ | ----- |
| 1     | Criciúma       | 11 049 | 99 440  | 9      | 17 390 | 7 087 |
| 2     | Figueirense    | 6 988  | 41 929  | 6      | 14 532 | 4 275 |
| 3     | Joinville      | 6 834  | 41 002  | 6      | 15 357 | 3 237 |
| 4     | Avaí           | 5 323  | 42 582  | 8      | 11 616 | 525   |
| 5     | Chapecoense    | 3 962  | 23 771  | 6      | 4 906  | 2 844 |
| 6     | Marcílio Dias  | 2 847  | 17 079  | 6      | 4 471  | 1 753 |
| 7     | Nação          | 1 493  | 7 464   | 5      | 5 834  | 196   |
| 8     | Brusque        | 1 203  | 8 419   | 7      | 3 341  | 424   |
| 9     | Hercílio Luz   | 1 106  | 7 743   | 7      | 2 032  | 486   |
| 10    | Inter de Lages | 1 049  | 5 245   | 5      | 2 015  | 628   |
| 11    | Barra-SC       | 828    | 6 622   | 8      | 1 867  | 213   |
| 12    | Concórdia      | 595    | 2 974   | 5      | 833    | 445   |
| Total | Total          | 3 901  | 304 270 | 78     | 17 390 | 196   |

## Premiação
| Campeão da Série A do Campeonato Catarinense de 2024 |
| ---------------------------------------------------- |
| Criciúma Campeão (12º título)                        |

## Classificação geral
| Pos | Equipes        | Pts | J  | V  | E | D | GP | GC | SG  | %  | Zona de classificação                                     |
| --- | -------------- | --- | -- | -- | - | - | -- | -- | --- | -- | --------------------------------------------------------- |
| 1   | Criciúma       | 36  | 17 | 11 | 3 | 3 | 26 | 14 | +12 | 70 | Campeão e classificado para a Copa do Brasil de 2025      |
| 2   | Brusque        | 24  | 17 | 5  | 9 | 3 | 20 | 14 | +6  | 47 | Vice-campeão e classificado para a Copa do Brasil de 2025 |
| 3   | Avaí           | 25  | 15 | 7  | 4 | 4 | 27 | 22 | +5  | 56 |                                                           |
| 4   | Barra-SC       | 23  | 15 | 7  | 2 | 6 | 22 | 16 | +6  | 51 | Classificado para a Série D de 2025                       |
| 5   | Marcílio Dias  | 22  | 13 | 6  | 4 | 3 | 16 | 15 | +1  | 56 | Classificado para a Série D de 2025                       |
| 6   | Figueirense    | 21  | 13 | 6  | 3 | 4 | 15 | 14 | +1  | 46 |                                                           |
| 7   | Joinville      | 16  | 13 | 3  | 7 | 3 | 18 | 20 | –2  | 38 | Classificado para a Série D de 2025                       |
| 8   | Hercílio Luz   | 15  | 13 | 3  | 6 | 4 | 16 | 15 | +1  | 38 |                                                           |
| 9   | Chapecoense    | 11  | 11 | 3  | 2 | 6 | 13 | 16 | –3  | 33 |                                                           |
| 10  | Concórdia      | 11  | 11 | 3  | 2 | 6 | 8  | 16 | –8  | 33 |                                                           |
| 11  | Inter de Lages | 8   | 11 | 2  | 2 | 7 | 12 | 18 | –6  | 24 | Rebaixados para a Série B de 2025                         |
| 12  | Nação          | 5   | 11 | 1  | 2 | 8 | 10 | 23 | –13 | 15 | Rebaixados para a Série B de 2025                         |